# Список глав государств в 1964 году
| 1963 ← Список глав государств по годам → 1965 |

В списке перечислены лидеры государств по состоянию на 1964 год. В том случае, если ведущую роль в государстве играет коммунистическая партия, указан как де-юре глава государства — председатель высшего органа государственной власти, так и де-факто — глава коммунистической партии.
Цветом выделены страны, в которых в данном году произошли смены власти вследствие следующих событий:
- Получение страной независимости;
- Военный переворот, революция, всеобщее восстание ;
- Президентские выборы;
- парламентские выборы, парламентский кризис;
- Смерть одного из руководителей страны;
- Иные причины.

## Азия
|                                                          | Арабские эмираты (протектораты Великобритании)                   |                                              |                                                                 | | |  |
|                                                          |                                                                  | Абу-Даби                                     | Эмир                                                            | Шахбут ибн Султан Аль Нахайян | 1928 год—1966 год |  |
|                                                          | Аджман                                                           | Эмир                                         | Рашид III ибн Хумайд                                            | 1928 год—1981 год | |  |
|                                                          | Дубай                                                            | Шейх                                         | Рашид ибн Саид Аль Мактум                                       | 1958 год—1971 год | |  |
|                                                          | Рас-эль-Хайма                                                    | Эмир                                         | Сакр ибн Мухаммад                                               | 1948 год—2010 год | |  |
|                                                          | Умм-эль-Кайвайн                                                  | Эмир                                         | Ахмад II бин Рашид аль-Муалла                                   | 1929 год—1981 год | |  |
|                                                          | Эль-Фуджайра                                                     | Шейх                                         | Мохаммед бин Хамад                                              | 1938 год—1974 год | |  |
|                                                          | Шарджа                                                           | Шейх                                         | Сакр III бин Султан                                             | 1951 год—1965 год | |  |
|                                                          | Афганистан                                                       | Афганистан                                   | Король                                                          | Захир-шах | 1933 год—1973 год |  |
| Премьер-министр                                          | Афганистан                                                       | Афганистан                                   | Мухаммед Юсуф                                                   | 1963 год—1965 год | |  |
|                                                          | Бахрейн (протекторат Великобритании)                             | Бахрейн (протекторат Великобритании)         | Хаким                                                           | Иса ибн Салман Аль Халифа | 1961 год—1971 год |  |
|                                                          | Союз Бирма                                                       | Союз Бирма                                   | Председатель Революционного совета                              | Не Вин | 1962 год—1974 год |  |
| Премьер-министр                                          | Союз Бирма                                                       | Союз Бирма                                   | 1958 год—1960 год, 1962 год—1974 год                            | Не Вин | |  |
| Флаг Брунея                                              | Бруней (протекторат Великобритании)                              | Бруней (протекторат Великобритании)          | Султан                                                          | Омар Али Сайфуддин III | 1950 год—1967 год |  |
|                                                          | Бутан                                                            | Бутан                                        | Король                                                          | Джигме Дорджи Вангчук | 1952 год—1972 год |  |
|                                                          | Республика Вьетнам                                               | Республика Вьетнам                           | Президент                                                       | Зыонг Ван Минь Нгуен Кхань Фан Кхак Шыу | (1963 год—1964 год, 1964 год, 1975 год) 1964 год 1964 год—1965 год |  |
| Премьер-министр                                          | Республика Вьетнам                                               | Республика Вьетнам                           | Нгуен Нгок Тхо Нгуен Кхань Нгуен Суан Оань(и. о.) Чан Ван Хыонг | 1963 год—1964 год 1964 год (1964 год, 1965 год) (1964 год—1965 год, 1968 год—1969 год)                                                                    | |  |
|                                                          | Демократическая Республика Вьетнам                               | Демократическая Республика Вьетнам           | Председатель ЦК Партии трудящихся Вьетнама                      | Хо Ши Мин | 1951 год—1969 год |  |
| Президент                                                | Демократическая Республика Вьетнам                               | Демократическая Республика Вьетнам           | 1945 год—1969 год                                               | Хо Ши Мин | |  |
| Премьер-министр                                          | Демократическая Республика Вьетнам                               | Демократическая Республика Вьетнам           | Фам Ван Донг                                                    | 1955 год—1976 год | |  |
| Флаг Израиля                                             | Израиль                                                          | Израиль                                      | Президент                                                       | Залман Шазар | 1963 год—1973 год |  |
| Флаг Израиля                                             | Израиль                                                          | Израиль                                      | Премьер-министр                                                 | Леви Эшколь | 1963 год—1969 год |  |
|                                                          | Индия                                                            | Индия                                        | Президент                                                       | Сарвепалли Радхакришнан | 1962 год—1967 год |  |
| Премьер-министр                                          | Индия                                                            | Индия                                        | Джавахарлал Неру Гулзарилал Нанда (и. о.) Лал Бахадур Шастри    | 1947 год—1964 год (1964 год, 1966 год) 1964 год—1966 год                                                                                                  | |  |
| Флаг Индонезии                                           | Индонезия                                                        | Индонезия                                    | Президент                                                       | Сукарно | 1945 год—1949 год, 1950 год—1967 год |  |
| Флаг Иордании                                            | Иордания                                                         | Иордания                                     | Король                                                          | Хусейн ибн Талал | 1952 год—1999 год |  |
| Флаг Иордании                                            | Иордания                                                         | Иордания                                     | Премьер-министр                                                 | Хусейн ибн Насер Бахджат ат-Тальхуни | (1963 год—1964 год, 1967 год) (1960 год—1962 год, 1964 год—1965 год, 1967 год—1969 год, 1969 год—1970 год)                                                                           |  |
|                                                          | Ирак                                                             | Ирак                                         | Президент                                                       | Абдул Салам Ареф | 1963 год—1966 год |  |
| Премьер-министр                                          | Ирак                                                             | Ирак                                         | Тахир Яхья                                                      | (1963 год—1965 год, 1967 год—1968 год) | |  |
|                                                          | Иран                                                             | Иран                                         | Шах                                                             | Мохаммед Реза Пехлеви | 1941 год—1979 год |  |
| Премьер-министр                                          | Иран                                                             | Иран                                         | Амир Асадалла Алям Хасан Али Мансур                             | 1962 год—1964 год 1964 год—1965 год | |  |
|                                                          | Йеменская Арабская Республика                                    | Йеменская Арабская Республика                | Президент                                                       | Абдалла Ас-Саляль | 1962 год—1967 год |  |
| Премьер-министр                                          | Йеменская Арабская Республика                                    | Йеменская Арабская Республика                | Абдель Рахман Арьяни Хасан Аль-Амри Хамуд Аль-Джаифи            | 1963 год—1964 год (1964 год, 1965 год, 1965 год—1966 год, 1967 год—1969 год, 1971 год) 1964 год—1965 год                                                  | |  |
|                                                          | Йеменские султанаты и шейхства (протекторат Великобритании Аден) |                                              |                                                                 | | |  |
|                                                          |                                                                  | Алави                                        | Шейх                                                            | Салих ибн Сайель аль-Алави | 1940 год—1967 год |  |
|                                                          | Акраби                                                           | Шейх                                         | Махмуд ибн Мухаммад аль-Акраби                                  | 1957 год—1967 год | |  |
|                                                          | Аудхали                                                          | султан                                       | Салих ибн Аль-Хусейн                                            | 1928 год—1967 год | |  |
|                                                          | Верхний Аулаки                                                   | Султан                                       | Авад ибн Салих                                                  | 1935 год—1967 год | |  |
|                                                          | Верхняя Яфа                                                      | Султан                                       | Мухаммад II бин Салих аль-Хархара                               | 1948 год—1967 год | |  |
|                                                          | Дали                                                             | Эмир                                         | Шафауль III бин Али аль-Амири                                   | 1954 год—1967 год | |  |
|                                                          | Касири                                                           | Султан                                       | Аль-Хусейн ибн Али                                              | 1949 год—1967 год | |  |
|                                                          | Куайти                                                           | Султан                                       | Авад II ибн Салех аль-Куайти                                    | 1956 год—1966 год | |  |
|                                                          | Лахедж                                                           | Султан                                       | Фадл VI ибн Абд аль-Карим                                       | 1958 год—1967 год | |  |
|                                                          | Мафлахи                                                          | Шейх                                         | Аль-Касим ибн Абд аль-Рахман                                    | 1920 год—1967 год | |  |
|                                                          | Нижний Аулаки                                                    | Султан                                       | Насир III ибн Айдарус аль-Аулаки                                | 1947 год—1967 год | |  |
|                                                          | Нижняя Яфа                                                       | Cултан                                       | Махмуд ибн Айдарус аль-Афифи                                    | 1958 год—1967 год | |  |
|                                                          | Фадли                                                            | Cултан                                       | Ахмад VI бин Абдаллах аль-Фадли Насир бин Абдаллах аль-Фадли    | 1962 год—1964 год 1964 год—1967 год | |  |
|                                                          | Шаиб                                                             | Шейх                                         | Нашир ибн Абдаллах аль-Саклади                                  | 1963 год—1965 год | |  |
|                                                          | Камбоджа                                                         | Камбоджа                                     | Глава государства                                               | Нородом Сианук | 1960 год—1970 год |  |
| Премьер-министр                                          | Камбоджа                                                         | Камбоджа                                     | Нородом Кантол                                                  | 1962 год—1966 год | |  |
|                                                          | Катар (протекторат Великобритании)                               | Катар (протекторат Великобритании)           | Эмир                                                            | Ахмад бин Али Аль Тани | 1960 год—1972 год |  |
|                                                          | Кипр                                                             | Кипр                                         | Президент                                                       | Архиепископ Макариос III | 1960 год—1974 год 1974 год—1977 год |  |
|                                                          | Китайская Народная Республика                                    | Китайская Народная Республика                | Генеральный секретарь ЦК Коммунистической партии Китая          | Мао Цзэдун | 1943 год—1976 год |  |
| Председатель                                             | Китайская Народная Республика                                    | Китайская Народная Республика                | Лю Шаоци                                                        | 1959 год—1968 год | |  |
| Премьер Госсовета                                        | Китайская Народная Республика                                    | Китайская Народная Республика                | Чжоу Эньлай                                                     | 1949 год—1976 год | |  |
|                                                          | Китайская Республика (Тайвань)                                   | Китайская Республика (Тайвань)               | Президент                                                       | Чан Кайши | 1950 год—1975 год |  |
| Председатель Исполнительного Юаня                        | Китайская Республика (Тайвань)                                   | Китайская Республика (Тайвань)               | Янь Цзягань                                                     | 1963 год—1972 год | |  |
|                                                          | Корейская Народно-Демократическая Республика                     | Корейская Народно-Демократическая Республика | Председатель ЦК Трудовой партии Кореи                           | Ким Ир Сен | 1949 год—1966 год |  |
| Председатель кабинета министров                          | Корейская Народно-Демократическая Республика                     | Корейская Народно-Демократическая Республика | 1948 год—1972 год                                               | Ким Ир Сен | |  |
| Председатель Президиума Верховного народного собрания    | Корейская Народно-Демократическая Республика                     | Корейская Народно-Демократическая Республика | Чхве Ён Гон                                                     | 1957 год—1972 год | |  |
| Флаг Кувейта                                             | Кувейт                                                           | Кувейт                                       | Эмир                                                            | Абдалла ас-Салем ас-Сабах (Абдалла III) | 1961 год—1965 год |  |
| Флаг Кувейта                                             | Кувейт                                                           | Кувейт                                       | Премьер-министр                                                 | Сабах ас-Салем ас-Сабах | 1963 год—1965 год |  |
|                                                          | Лаос                                                             | Лаос                                         | Король                                                          | Саванг Ватхана | 1959 год—1975 год |  |
| Премьер-министр                                          | Лаос                                                             | Лаос                                         | Суванна Фума                                                    | 1951 год—1954 год, 1956 год—1958 год, 1960 год, 1962 год—1975 год                                                                                         | |  |
| Флаг Ливана                                              | Ливан                                                            | Ливан                                        | Президент                                                       | Фуад Шехаб Шарль Элу | (1952 год, 1958 год—1964 год) 1964 год—1970 год |  |
| Флаг Ливана                                              | Ливан                                                            | Ливан                                        | Премьер-министр                                                 | Рашид Караме Хусейн Аль-Овейни | 1955 год—1956 год, 1958 год—1960 год, 1961 год—1964 год, 1965 год—1966 год, 1966 год—1968 год, 1969 год—1970 год, 1975 год—1976 год, 1984 год—1987 год (1951 год, 1964 год—1965 год) |  |
|                                                          | Малайская Федерация                                              | Малайская Федерация                          | Янг ди-Пертуан Агонг (Верховный глава)                          | Сайед Путра | 1960 год—1965 год |  |
| Премьер-министр                                          | Малайская Федерация                                              | Малайская Федерация                          | Абдул Рахман                                                    | 1957 год—1970 год | |  |
|                                                          | Мальдивы (протекторат Великобритании)                            | Мальдивы (протекторат Великобритании)        | Король                                                          | Мухаммед Фарид Диди | 1954 год—1968 год |  |
| Премьер-министр                                          | Мальдивы (протекторат Великобритании)                            | Мальдивы (протекторат Великобритании)        | Ибрагим Насир                                                   | 1957 год—1968 год | |  |
|                                                          | Монгольская Народная Республика                                  | Монгольская Народная Республика              | Первый секретарь ЦК Монгольской народной партии                 | Юмжагийн Цеденбал | 1958 год—1984 год |  |
| Председатель Совета министров                            | Монгольская Народная Республика                                  | Монгольская Народная Республика              | 1952 год—1974 год                                               | Юмжагийн Цеденбал | |  |
| Председатель Президиума Великого Государственного Хурала | Монгольская Народная Республика                                  | Монгольская Народная Республика              | Жамсарангийн Самбу                                              | 1954 год—1972 год | |  |
|                                                          | Непал                                                            | Непал                                        | Король                                                          | Махендра | 1955 год—1972 год |  |
| Премьер-министр                                          | Непал                                                            | Непал                                        | Сурья Бахадур Тхапа Тулси Гири                                  | (1963 год—1964 год, 1965 год—1969 год, 1979 год—1983 год, 1997 год—1997 год, 2003 год—2004 год) (1960 год—1963 год, 1964 год—1965 год, 1975 год—1977 год) | |  |
|                                                          | Оман (протекторат Великобритании)                                | Оман (протекторат Великобритании)            | Султан                                                          | Саид бин Таймур | 1932 год—1970 год |  |
| Флаг Пакистана                                           | Пакистан                                                         | Пакистан                                     | Президент                                                       | Мухаммед Айюб Хан | 1958 год—1969 год |  |
| Флаг Пакистана                                           |                                                                  | Дир                                          | Наваб                                                           | Мохаммад Шах Хосру Хан | 1960 год—1969 год |  |
| Флаг Пакистана                                           |                                                                  | Хунза                                        | мир                                                             | Мухаммад Джамаль Хан | 1945 год—1974 год |  |
|                                                          | Саудовская Аравия                                                | Саудовская Аравия                            | Король                                                          | Сауд ибн Абдул-Азиз Фейсал ибн Абдул-Азиз Аль Сауд | 1953 год—1964 год 1964 год—1975 год |  |
| Премьер-министр                                          | Саудовская Аравия                                                | Саудовская Аравия                            | Фейсал ибн Абдул-Азиз Аль Сауд                                  | 1954 год—1960 год, 1962 год—1975 год | |  |
|                                                          | Сикким                                                           | Сикким                                       | Чогьял                                                          | Палден Тондуп Намгьял | 1963 год—1975 год |  |
|                                                          | Сирия                                                            | Сирия                                        | Президент                                                       | Амин Аль-Хафез | 1963 год—1966 год |  |
| Премьер-министр                                          | Сирия                                                            | Сирия                                        | Амин Аль-Хафез Салах ад-Дин Битар                               | (1963 год—1964 год, 1964 год—1965 год) (1963 год, 1964 год, 1966 год)                                                                                     | |  |
| Флаг Таиланда                                            | Таиланд                                                          | Таиланд                                      | Король                                                          | Рама IX (Пхумипон Адульядет) | 1946 год—2016 год |  |
| Флаг Таиланда                                            | Таиланд                                                          | Таиланд                                      | Премьер-министр                                                 | Таном Киттикачон | 1958 год, 1963 год—1973 год |  |
|                                                          | Турция                                                           | Турция                                       | Президент                                                       | Джемаль Гюрсель | 1961 год—1966 год |  |
| Премьер-министр                                          | Турция                                                           | Турция                                       | Исмет Инёню                                                     | 1923 год—1924 год, 1925 год—1937 год, 1961 год—1965 год                                                                                                   | |  |
|                                                          | Филиппины                                                        | Филиппины                                    | Президент                                                       | Диосдадо Макапагал | 1961 год—1965 год |  |
|                                                          | Цейлон (доминион Великобритании)                                 | Цейлон (доминион Великобритании)             | Королева                                                        | Елизавета II | 1952 год—1972 год |  |
| Генерал-губернатор                                       | Цейлон (доминион Великобритании)                                 | Цейлон (доминион Великобритании)             | Уильям Гопаллава                                                | 1962 год—1972 год | |  |
| Премьер-министр                                          | Цейлон (доминион Великобритании)                                 | Цейлон (доминион Великобритании)             | Сиримаво Бандаранаике                                           | 1960 год—1965 год, 1970 год—1977 год, 1994 год—2000 год                                                                                                   | |  |
|                                                          | Южная Корея                                                      | Южная Корея                                  | Президент                                                       | Пак Чонхи | 1962 год—1979 год |  |
| Премьер-министр                                          | Южная Корея                                                      | Южная Корея                                  | Чхве Ду Сон Чон Иль Гвон                                        | 1963 год—1964 год 1964 год—1970 год | |  |
|                                                          | Япония                                                           | Япония                                       | Император                                                       | Хирохито (император Сёва) | 1926 год—1989 год |  |
| Премьер-министр                                          | Япония                                                           | Япония                                       | Хаято Икэда Эйсаку Сато                                         | 1960 год—1964 год 1964 год—1972 год | |  |

## Африка
| Флаг | Страна                                                                   | Страна                                                                   | Должность                                       | Имя                                                                  | Начало и конец срока                                     | Фото |
| --- | ------------------------------------------------------------------------ | ------------------------------------------------------------------------ | ----------------------------------------------- | -------------------------------------------------------------------- | -------------------------------------------------------- | ---- |
| Флаг Алжира | Алжир                                                                    | Алжир                                                                    | Президент                                       | Ахмед бен Белла                                                      | 1963 год—1965 год                                        |      |
| Флаг Кот-д’Ивуара | Берег Слоновой Кости                                                     | Берег Слоновой Кости                                                     | Президент                                       | Феликс Уфуэ-Буаньи                                                   | 1960 год—1993 год                                        |      |
| | Бурунди                                                                  | Бурунди                                                                  | Мвами (король)                                  | Мвамбутса IV                                                         | 1915 год—1966 год                                        |      |
| Премьер-министр | Бурунди                                                                  | Бурунди                                                                  | Пьер Нгендандумве Альбин Ньямойя                | (1963 год—1964 год, 1965 год) (1964 год—1965 год, 1972 год—1973 год) |                                                          |      |
| | Верхняя Вольта                                                           | Верхняя Вольта                                                           | Президент                                       | Морис Ямеого                                                         | 1960 год—1966 год                                        |      |
| Флаг Габона | Габон                                                                    | Габон                                                                    | Президент                                       | Леон Мба                                                             | 1960 год—1967 год                                        |      |
| Флаг Ганы | Гана                                                                     | Гана                                                                     | Президент                                       | Кваме Нкрума                                                         | 1960 год—1966 год                                        |      |
| Флаг Гвинеи | Гвинея                                                                   | Гвинея                                                                   | Президент                                       | Ахмед Секу Туре                                                      | 1958 год—1984 год                                        |      |
| | Дагомея                                                                  | Дагомея                                                                  | Президент                                       | Кристоф Согло Суру-Миган Апити                                       | (1963 год—1964 год, 1965 год—1967 год) 1964 год—1965 год |      |
| Премьер-министр | Дагомея                                                                  | Дагомея                                                                  | Жюстен Ахомадегбе-Тометин                       | 1964 год—1965 год                                                    |                                                          |      |
| | Замбия Британская колония, получившая независимость 24 октября 1964 года | Замбия Британская колония, получившая независимость 24 октября 1964 года | Президент                                       | Кеннет Каунда                                                        | 1964 год—1991 год                                        |      |
| | Занзибар                                                                 | Занзибар                                                                 | Султан                                          | Джамшид ибн Абдулла                                                  | 1963 год—1964 год                                        |      |
| Премьер-министр | Занзибар                                                                 | Занзибар                                                                 | Мухаммад Шамте Хамади                           | 1963 год—1964 год                                                    |                                                          |      |
| В результате Занзибарской революции 12 января 1964 года султанат упразднен и образована Республика Занзибар и Пемба         | Занзибар                                                                 | Занзибар                                                                 |                                                 |                                                                      |                                                          |      |
| | Занзибар и Пемба                                                         | Занзибар и Пемба                                                         | Президент                                       | Абейд Амани Каруме                                                   | 1964 год                                                 |      |
| Премьер-министр | Занзибар и Пемба                                                         | Занзибар и Пемба                                                         | Абдула Кассим Ханга                             | 1964 год                                                             |                                                          |      |
| 26 апреля 1964 года объединилась с Республикой Танганьикой в Объединеную Республику Танзания, сохранив внутреннюю автономию | Занзибар и Пемба                                                         | Занзибар и Пемба                                                         |                                                 |                                                                      |                                                          |      |
| | Камерун                                                                  | Камерун                                                                  | Президент                                       | Ахмаду Ахиджо                                                        | 1960 год—1982 год                                        |      |
| Премьер-министр (Восточный Камерун)                                                                                         | Камерун                                                                  | Камерун                                                                  | Шарль Ассале                                    | 1961 год—1965 год                                                    |                                                          |      |
| Премьер-министр (Западный Камерун)                                                                                          | Камерун                                                                  | Камерун                                                                  | Джон Нгу Фонча                                  | 1961 год—1965 год                                                    |                                                          |      |
| Флаг Кении | Кения с 12 декабря 1964 года — Республика Кения                          | Кения с 12 декабря 1964 года — Республика Кения                          | Королева                                        | Елизавета II                                                         | 1963 год—1964 год                                        |      |
| Флаг Кении | Кения с 12 декабря 1964 года — Республика Кения                          | Кения с 12 декабря 1964 года — Республика Кения                          | Генерал-губернатор                              | Малькольм Макдональд                                                 | 1963 год—1964 год                                        |      |
| Флаг Кении | Кения с 12 декабря 1964 года — Республика Кения                          | Кения с 12 декабря 1964 года — Республика Кения                          | Президент                                       | Джомо Кениата                                                        | 1964 год—1978 год                                        |      |
| Флаг Кении | Кения с 12 декабря 1964 года — Республика Кения                          | Кения с 12 декабря 1964 года — Республика Кения                          | Премьер-министр                                 | Джомо Кениата                                                        | 1963 год—1964 год                                        |      |
| | Конго (Конго-Браззавиль)                                                 | Конго (Конго-Браззавиль)                                                 | Президент                                       | Альфонс Массамба-Деба                                                | 1963 год—1968 год                                        |      |
| Премьер-министр | Конго (Конго-Браззавиль)                                                 | Конго (Конго-Браззавиль)                                                 | Паскаль Лиссуба                                 | 1963 год—1966 год                                                    |                                                          |      |
| | Конго (Конго-Леопольдвиль)                                               | Конго (Конго-Леопольдвиль)                                               | Президент                                       | Жозеф Касавубу                                                       | 1960 год—1965 год                                        |      |
| Премьер-министр | Конго (Конго-Леопольдвиль)                                               | Конго (Конго-Леопольдвиль)                                               | Сирил Адула Моиз Чомбе                          | 1961 год—1964 год 1964 год—1965 год                                  |                                                          |      |
| | Либерия                                                                  | Либерия                                                                  | Президент                                       | Уильям Табмен                                                        | 1944 год—1971 год                                        |      |
| | Ливия                                                                    | Ливия                                                                    | Король                                          | Идрис I                                                              | 1951 год—1969 год                                        |      |
| Премьер-министр | Ливия                                                                    | Ливия                                                                    | Мохиэддин Фикини Махмуд аль-Мунтасир            | 1963 год—1964 год (1951 год—1954 год, 1964 год—1965 год)             |                                                          |      |
| | Мавритания                                                               | Мавритания                                                               | Президент                                       | Моктар ульд Дадда                                                    | 1960 год—1978 год                                        |      |
| Флаг Мадагаскара | Мадагаскар                                                               | Мадагаскар                                                               | Президент                                       | Филибер Циранана                                                     | 1959 год—1972 год                                        |      |
| | Малави Британская колония, получившая независимость 6 июля 1964 года     | Малави Британская колония, получившая независимость 6 июля 1964 года     | Королева                                        | Елизавета II                                                         | 1964 год—1966 год                                        |      |
| Генерал-губернатор | Малави Британская колония, получившая независимость 6 июля 1964 года     | Малави Британская колония, получившая независимость 6 июля 1964 года     | Глен Джонс                                      | 1964 год—1966 год                                                    |                                                          |      |
| Премьер-министр | Малави Британская колония, получившая независимость 6 июля 1964 года     | Малави Британская колония, получившая независимость 6 июля 1964 года     | Хастингс Банда                                  | 1964 год—1966 год                                                    |                                                          |      |
| Флаг Мали | Мали                                                                     | Мали                                                                     | Президент                                       | Модибо Кейта                                                         | 1960 год—1968 год                                        |      |
| Флаг Мали | Мали                                                                     | Мали                                                                     | Премьер-министр                                 | Модибо Кейта                                                         | 1960 год—1965 год                                        |      |
| Флаг Марокко | Марокко                                                                  | Марокко                                                                  | Король                                          | Хасан II                                                             | 1961 год—1999 год                                        |      |
| Флаг Марокко | Марокко                                                                  | Марокко                                                                  | Премьер-министр                                 | Мухаммед Ахмед Бахнини                                               | 1963 год—1965 год                                        |      |
| Флаг Нигера | Нигер                                                                    | Нигер                                                                    | Президент                                       | Амани Диори                                                          | 1960 год—1974 год                                        |      |
| Флаг Нигерии | Нигерия                                                                  | Нигерия                                                                  | Президент                                       | Ннамди Азикиве                                                       | 1963 год—1966 год                                        |      |
| Флаг Нигерии | Нигерия                                                                  | Нигерия                                                                  | Премьер-министр                                 | Абубакар Тафава Балева                                               | 1960 год—1966 год                                        |      |
| | Объединённая Арабская Республика (Египет)                                | Объединённая Арабская Республика (Египет)                                | Президент                                       | Гамаль Абдель Насер                                                  | 1958 год—1970 год                                        |      |
| Председатель Исполнительного совета                                                                                         | Объединённая Арабская Республика (Египет)                                | Объединённая Арабская Республика (Египет)                                | Али Сабри                                       | 1962 год—1964 год                                                    |                                                          |      |
| Премьер-министр | Объединённая Арабская Республика (Египет)                                | Объединённая Арабская Республика (Египет)                                | Али Сабри                                       | 1964 год—1965 год                                                    |                                                          |      |
| | Руанда                                                                   | Руанда                                                                   | Президент                                       | Грегуар Кайибанда                                                    | 1961 год—1973 год                                        |      |
| | Салум (с 1960 года протекторат Сенегала)                                 | Салум (с 1960 года протекторат Сенегала)                                 | маад                                            | Фоде Но Гуйе Диуф                                                    | 1935 год—1969 год                                        |      |
| | Свазиленд (протекторат Великобритании)                                   | Свазиленд (протекторат Великобритании)                                   | нгвеньяма (король)                              | Собуза II                                                            | 1899 год—1982 год                                        |      |
| Флаг Сенегала | Сенегал                                                                  | Сенегал                                                                  | Президент                                       | Леопольд Седар Сенгор                                                | 1960 год—1980 год                                        |      |
| Флаг Сомали | Сомали                                                                   | Сомали                                                                   | Президент                                       | Аден Абдулла Осман Даар                                              | 1960 год—1967 год                                        |      |
| Флаг Сомали | Сомали                                                                   | Сомали                                                                   | Премьер-министр                                 | Абдирашид Али Шермак Абдираззак Хаджи Хусейн                         | 1960 год—1964 год 1964 год—1967 год                      |      |
| | Судан                                                                    | Судан                                                                    | Президент                                       | Ибрахим Аббуд                                                        | 1958 год—1964 год                                        |      |
| Председатель Верховного государственного совета                                                                             | Судан                                                                    | Судан                                                                    | Сирр аль-Хатим аль-Халифа Абдель Халим Мухаммед | 1964 год 1964 год—1965 год                                           |                                                          |      |
| Премьер-министр | Судан                                                                    | Судан                                                                    | Ибрахим Аббуд Сирр аль-Хатим аль-Халифа         | 1958 год—1964 год 1964 год—1965 год                                  |                                                          |      |
| Флаг Сьерра-Леоне | Сьерра-Леоне                                                             | Сьерра-Леоне                                                             | Королева                                        | Елизавета II                                                         | 1961 год—1971 год                                        |      |
| Флаг Сьерра-Леоне | Сьерра-Леоне                                                             | Сьерра-Леоне                                                             | Генерал-губернатор                              | Генри Джосия Бостон                                                  | 1962 год—1967 год                                        |      |
| Флаг Сьерра-Леоне | Сьерра-Леоне                                                             | Сьерра-Леоне                                                             | Премьер-министр                                 | Милтон Маргаи Альберт Маргаи                                         | 1961 год—1964 год 1964 год—1967 год                      |      |
| | Танганьика                                                               | Танганьика                                                               | Президент                                       | Джулиус Ньерере                                                      | 1962 год—1964 год                                        |      |
| 26 апреля 1964 года объединилась с Республикой Занзибар и Пемба в Объединеную Республику Танзания                           | Танганьика                                                               | Танганьика                                                               |                                                 |                                                                      |                                                          |      |
| Флаг Танзании | Танзания                                                                 | Танзания                                                                 | Президент                                       | Джулиус Ньерере                                                      | 1964 год—1985 год                                        |      |
| Флаг Того | Того                                                                     | Того                                                                     | Президент                                       | Николас Грюницкий                                                    | 1963 год—1967 год                                        |      |
| | Тунис                                                                    | Тунис                                                                    | Президент                                       | Хабиб Бургиба                                                        | 1957 год—1987 год                                        |      |
| Флаг Уганды | Уганда                                                                   | Уганда                                                                   | Президент                                       | Мутеса II                                                            | 1963 год—1966 год                                        |      |
| Флаг Уганды | Уганда                                                                   | Уганда                                                                   | Премьер-министр                                 | Милтон Оботе                                                         | 1962 год—1966 год                                        |      |
| | Центральноафриканская Республика                                         | Центральноафриканская Республика                                         | Президент                                       | Давид Дако                                                           | 1960 год—1966 год, 1979 год—1981 год                     |      |
| Флаг Чада | Чад                                                                      | Чад                                                                      | Президент                                       | Франсуа Томбалбай                                                    | 1960 год—1975 год                                        |      |
| Флаг Чада | Чад                                                                      | Чад                                                                      | Премьер-министр                                 | Франсуа Томбалбай                                                    | 1959 год—1975 год                                        |      |
| | Эфиопия                                                                  | Эфиопия                                                                  | Император                                       | Хайле Селассие                                                       | 1930 год—1936 год, 1941 год—1974 год                     |      |
| Премьер-министр | Эфиопия                                                                  | Эфиопия                                                                  | Аклилу Хабте Вольде                             | 1961 год—1974 год                                                    |                                                          |      |
| | Южно-Африканская Республика                                              | Южно-Африканская Республика                                              | Государственный президент                       | Чарльз Роббертс Сварт                                                | 1961 год—1967 год                                        |      |
| Премьер-министр | Южно-Африканская Республика                                              | Южно-Африканская Республика                                              | Хендрик Фервурд                                 | 1958 год—1966 год                                                    |                                                          |      |

## Европа
| Флаг                                                          | Страна                                                                    | Страна                                                                    | Должность                                                            | Имя | Начало и конец срока                                    | Фото |
| ------------------------------------------------------------- | ------------------------------------------------------------------------- | ------------------------------------------------------------------------- | -------------------------------------------------------------------- | --- | ------------------------------------------------------- | ---- |
| Флаг Австрии                                                  | Австрия                                                                   | Австрия                                                                   | Федеральный президент                                                | Адольф Шерф | 1957 год—1965 год                                       |      |
| Флаг Австрии                                                  | Австрия                                                                   | Австрия                                                                   | Федеральный канцлер                                                  | Альфонс Горбах Йозеф Клаус                                                                                                   | 1961 год—1964 год 1964 год—1970 год                     |      |
|                                                               | Албания                                                                   | Албания                                                                   | Первый секретарь Центрального Комитета                               | Энвер Ходжа | 1941 год—1985 год                                       |      |
| Председатель Президиума Народного собрания                    | Албания                                                                   | Албания                                                                   | Хаджи Леши                                                           | 1953 год—1982 год |                                                         |      |
| Председатель Совета министров                                 | Албания                                                                   | Албания                                                                   | Мехмет Шеху                                                          | 1954 год—1981 год |                                                         |      |
| Флаг Андорры                                                  | Андорра                                                                   | Андорра                                                                   | Соправители                                                          | Шарль Де Голль Президент Французской Республики                                                                              | 1959 год—1969 год                                       |      |
| Флаг Андорры                                                  | Андорра                                                                   | Андорра                                                                   | Соправители                                                          | Рамон Иглеисас-и-Навори Епископ Урхельский                                                                                   | 1943 год—1969 год                                       |      |
| Флаг Бельгии                                                  | Бельгия                                                                   | Бельгия                                                                   | Король                                                               | Бодуэн | 1951 год—1993 год                                       |      |
| Флаг Бельгии                                                  | Бельгия                                                                   | Бельгия                                                                   | Премьер-министр                                                      | Теодор Лефевр | 1961 год—1965 год                                       |      |
|                                                               | Народная Республика Болгария                                              | Народная Республика Болгария                                              | Генеральный (Первый) секретарь ЦК Болгарской коммунистической партии | Тодор Живков | 1954 год—1989 год                                       |      |
| Председатель Совета министров                                 | Народная Республика Болгария                                              | Народная Республика Болгария                                              | 1962 год—1971 год                                                    | Тодор Живков |                                                         |      |
| Председатель Президиума Народного собрания                    | Народная Республика Болгария                                              | Народная Республика Болгария                                              | Димитр Ганев Георгий Трайков                                         | 1958 год—1964 год 1964 год—1971 год                                                                                          |                                                         |      |
| Флаг Ватикана                                                 | Ватикан                                                                   | Ватикан                                                                   | Папа                                                                 | Павел VI | 1963 год—1978 год                                       |      |
| Флаг Ватикана                                                 | Ватикан                                                                   | Ватикан                                                                   | Государственный секретарь                                            | кардинал Амлето Джованни Чиконьяни                                                                                           | 1961 год—1969 год                                       |      |
|                                                               | Великобритания                                                            | Великобритания                                                            | Королева                                                             | Елизавета II | 1952 год—2022 год                                       |      |
| Премьер-министр                                               | Великобритания                                                            | Великобритания                                                            | Александр Дуглас-Хьюм Гарольд Вильсон                                | 1963 год—1964 год (1964 год—1970 год, 1974 год—1976 год)                                                                     |                                                         |      |
| Флаг Венгрии                                                  | Венгерская Народная Республика                                            | Венгерская Народная Республика                                            | Генеральный секретарь ЦК Венгерской социалистической рабочей партии  | Янош Кадар | 1956 год—1988 год                                       |      |
| Флаг Венгрии                                                  | Венгерская Народная Республика                                            | Венгерская Народная Республика                                            | Председатель Совета министров                                        | Янош Кадар | 1956 год—1958 год, 1961 год—1965 год                    |      |
| Флаг Венгрии                                                  | Венгерская Народная Республика                                            | Венгерская Народная Республика                                            | Председатель Президиума Венгерской Народной Республики               | Иштван Доби | 1952 год—1967 год                                       |      |
|                                                               | Германская Демократическая Республика                                     | Германская Демократическая Республика                                     | Генеральный секретарь ЦК Социалистической единой партия Германии     | Вальтер Ульбрихт | 1950 год—1971 год                                       |      |
| Председатель Государственного совета                          | Германская Демократическая Республика                                     | Германская Демократическая Республика                                     | 1960 год—1973 год                                                    | Вальтер Ульбрихт |                                                         |      |
| Председатель Совета министров                                 | Германская Демократическая Республика                                     | Германская Демократическая Республика                                     | Отто Гротеволь Вилли Штоф                                            | 1949 год—1964 год (1964 год—1973 год, 1976 год—1989 год)                                                                     |                                                         |      |
|                                                               | Греция                                                                    | Греция                                                                    | Король                                                               | Павел I Константин II | 1947 год—1964 год 1964 год—1974 год                     |      |
| Премьер-министр                                               | Греция                                                                    | Греция                                                                    | Иоаннис Параскевопулос Георгиос Папандреу                            | 1963 год—1964 год (1944 год—1945 год, 1963 год, 1964 год—1965 год)                                                           |                                                         |      |
| Флаг Дании                                                    | Дания                                                                     | Дания                                                                     | Король                                                               | Фредерик IX | 1947 год—1972 год                                       |      |
| Флаг Дании                                                    | Дания                                                                     | Дания                                                                     | Премьер-министр                                                      | Йенс Отто Краг | 1962 год—1968 год, 1971 год—1972 год                    |      |
| Флаг Ирландии                                                 | Ирландия                                                                  | Ирландия                                                                  | Президент                                                            | Имон де Валера | 1959 год—1973 год                                       |      |
| Флаг Ирландии                                                 | Ирландия                                                                  | Ирландия                                                                  | Премьер-министр (тишек)                                              | Шон Лемассн | 1959 год—1966 год                                       |      |
| Флаг Исландии                                                 | Исландия                                                                  | Исландия                                                                  | Президент                                                            | Аусгейр Аусгейрссон | 1952 год—1968 год                                       |      |
| Флаг Исландии                                                 | Исландия                                                                  | Исландия                                                                  | Премьер-министр                                                      | Бьярни Бенедиктссон | 1961 год, 1963 год—1970 год                             |      |
|                                                               | Испания                                                                   | Испания                                                                   | Каудильо                                                             | Франсиско Франко | 1936 год—1975 год                                       |      |
| Премьер-министр                                               | Испания                                                                   | Испания                                                                   | 1938 год—1973 год                                                    | Франсиско Франко |                                                         |      |
|                                                               | Италия                                                                    | Италия                                                                    | Президент                                                            | Антонио Сеньи Джузеппе Сарагат                                                                                               | 1962 год—1964 год 1964 год—1971 год                     |      |
| Премьер-министр                                               | Италия                                                                    | Италия                                                                    | Альдо Моро                                                           | 1963 год—1968 год, 1974 год—1976 год                                                                                         |                                                         |      |
|                                                               | Лихтенштейн                                                               | Лихтенштейн                                                               | Князь                                                                | Франц Иосиф II | 1938 год—1989 год                                       |      |
| Премьер-министр                                               | Лихтенштейн                                                               | Лихтенштейн                                                               | Герард Батлинерд                                                     | 1962 год—1970 год |                                                         |      |
| Флаг Люксембурга                                              | Люксембург                                                                | Люксембург                                                                | Великий герцог                                                       | Шарлотта Жан | 1919 год—1964 год 1964 год—2000 год                     |      |
| Флаг Люксембурга                                              | Люксембург                                                                | Люксембург                                                                | Премьер-министр                                                      | Пьер Вернер | 1959 год—1974 год, 1979 год—1984 год                    |      |
| Флаг Мальты                                                   | Мальта Британская колония, получившая независимость 21 сентября 1964 года | Мальта Британская колония, получившая независимость 21 сентября 1964 года | Королева                                                             | Елизавета II | 1964 год — 1974 год                                     |      |
| Флаг Мальты                                                   | Мальта Британская колония, получившая независимость 21 сентября 1964 года | Мальта Британская колония, получившая независимость 21 сентября 1964 года | Генерал-губернатор                                                   | Морис Дорман | 1964 год—1971 год                                       |      |
| Флаг Мальты                                                   | Мальта Британская колония, получившая независимость 21 сентября 1964 года | Мальта Британская колония, получившая независимость 21 сентября 1964 года | Премьер-министр                                                      | Джордж Борг Оливер | 1964 год—1971 год                                       |      |
| Флаг Монако                                                   | Монако                                                                    | Монако                                                                    | Князь                                                                | Ренье III | 1949 год—2005 год                                       |      |
| Флаг Монако                                                   | Монако                                                                    | Монако                                                                    | Премьер-министр                                                      | Жан Реймон | 1963 год—1966 год                                       |      |
| Флаг Нидерландов                                              | Нидерланды                                                                | Нидерланды                                                                | Королева                                                             | Юлиана | 1948 год—1980 год                                       |      |
| Флаг Нидерландов                                              | Нидерланды                                                                | Нидерланды                                                                | Премьер-министр                                                      | Виктор Марейнен | 1963 год—1965 год                                       |      |
| Флаг Норвегии                                                 | Норвегия                                                                  | Норвегия                                                                  | Король                                                               | Улаф V | 1957 год—1991 год                                       |      |
| Флаг Норвегии                                                 | Норвегия                                                                  | Норвегия                                                                  | Премьер-министр                                                      | Эйнар Герхардсен | 1945 год—1951 год, 1955 год—1963 год, 1963 год—1965 год |      |
| Флаг Польши                                                   | Польская Народная Республика                                              | Польская Народная Республика                                              | Председатель ЦК Польской объединенной рабочей партии                 | Владислав Гомулка | 1956 год—1970 год                                       |      |
| Флаг Польши                                                   | Польская Народная Республика                                              | Польская Народная Республика                                              | Председатель Государственного совета                                 | Александр Завадский Эдвард Охаб                                                                                              | 1952 год—1964 год 1964 год—1968 год                     |      |
| Флаг Польши                                                   | Польская Народная Республика                                              | Польская Народная Республика                                              | Председатель Совета министров                                        | Юзеф Циранкевич | 1954 год—1970 год                                       |      |
|                                                               | Португалия                                                                | Португалия                                                                | Президент                                                            | Америку де Деуш Томаш | 1958 год—1974 год                                       |      |
| Премьер-министр                                               | Португалия                                                                | Португалия                                                                | Антониу ди Салазар                                                   | 1932 год—1968 год |                                                         |      |
|                                                               | Румынская Народная Республика                                             | Румынская Народная Республика                                             | Генеральный (первый) секретарь ЦК Румынской коммунистической партии  | Георге Георгиу-Деж | 1944 год—1954 год, 1955 год—1965 год                    |      |
| Председатель Государственного Совета                          | Румынская Народная Республика                                             | Румынская Народная Республика                                             | 1961 год—1965 год                                                    | Георге Георгиу-Деж |                                                         |      |
| Премьер-министр                                               | Румынская Народная Республика                                             | Румынская Народная Республика                                             | Ион Георге Маурер                                                    | 1961 год—1974 год |                                                         |      |
| Флаг Сан-Марино                                               | Сан-Марино                                                                | Сан-Марино                                                                | Капитаны-регенты                                                     | Джован Луиджи Франчози и Доменико Боллини Марино Бенедетто Беллуцци и Эусебио Реффи Джузеппе Микелони и Пьер Марино Муларони | 1963 год—1964 год 1964 год 1964 год—1965 год            |      |
|                                                               | Союз Советских Социалистических Республик                                 | Союз Советских Социалистических Республик                                 | Первый секретарь ЦК КПСС                                             | Никита Хрущёв Леонид Брежнев                                                                                                 | 1953 год—1964 год 1964 год—1982 год                     |      |
| Председатель Совета министров                                 | Союз Советских Социалистических Республик                                 | Союз Советских Социалистических Республик                                 | Никита Хрущёв Алексей Косыгин                                        | 1958 год—1964 год 1964 год—1980 год                                                                                          |                                                         |      |
| Председатель Президиума Верховного Совета СССР                | Союз Советских Социалистических Республик                                 | Союз Советских Социалистических Республик                                 | Леонид Брежнев Анастас Микоян                                        | (1960 год—1964 год, 1977 год—1982 год) 1964 год—1965 год                                                                     |                                                         |      |
|                                                               | Федеративная Республика Германии                                          | Федеративная Республика Германии                                          | Федеральный президент                                                | Генрих Любке | 1959 год—1969 год                                       |      |
| Федеральный канцлер                                           | Федеративная Республика Германии                                          | Федеративная Республика Германии                                          | Людвиг Эрхард                                                        | 1963 год—1966 год |                                                         |      |
|                                                               | Финляндия                                                                 | Финляндия                                                                 | Президент                                                            | Урхо Калева Кекконен | 1956 год—1982 год                                       |      |
| Премьер-министр                                               | Финляндия                                                                 | Финляндия                                                                 | Рейно Лехто Йоханнес Виролайнен                                      | 1963 год—1964 год 1964 год—1966 год                                                                                          |                                                         |      |
|                                                               | Франция                                                                   | Франция                                                                   | Президент                                                            | Шарль де Голль | 1959 год—1969 год                                       |      |
| Премьер-министр                                               | Франция                                                                   | Франция                                                                   | Жорж Помпиду                                                         | 1962 год—1968 год |                                                         |      |
|                                                               | Чехословацкая Социалистическая Республика                                 | Чехословацкая Социалистическая Республика                                 | Президент                                                            | Антонин Новотный | 1957 год—1968 год                                       |      |
| Генеральный секретарь ЦК Коммунистической партии Чехословакии | Чехословацкая Социалистическая Республика                                 | Чехословацкая Социалистическая Республика                                 | 1953 год—1968 год                                                    | Антонин Новотный |                                                         |      |
| Премьер-министр                                               | Чехословацкая Социалистическая Республика                                 | Чехословацкая Социалистическая Республика                                 | Йозеф Ленарт                                                         | 1963 год—1968 год |                                                         |      |
| Флаг Швейцарии                                                | Швейцария                                                                 | Швейцария                                                                 | Президент                                                            | Людвиг фон Моос | 1964 год, 1969 год                                      |      |
|                                                               | Швеция                                                                    | Швеция                                                                    | Король                                                               | Густав VI Адольф | 1950 год—1973 год                                       |      |
| Премьер-министр                                               | Швеция                                                                    | Швеция                                                                    | Таге Фритьоф Эрландер                                                | 1946 год—1969 год |                                                         |      |
|                                                               | Югославия                                                                 | Югославия                                                                 | Председатель Президиума ЦК Союза коммунистов Югославии               | Иосип Броз Тито | 1945 год—1980 год                                       |      |
| Президент                                                     | Югославия                                                                 | Югославия                                                                 | 1953 год—1980 год                                                    | Иосип Броз Тито |                                                         |      |
| Председатель Союзного исполнительного веча                    | Югославия                                                                 | Югославия                                                                 | Петар Стамболич                                                      | 1963 год—1967 год |                                                         |      |

## Океания
| Флаг                | Страна                             | Должность          | Имя                                 | Начало и конец срока                 | Фото |
| ------------------- | ---------------------------------- | ------------------ | ----------------------------------- | ------------------------------------ | ---- |
| Флаг Австралии      | Австралия                          | Королева           | Елизавета II                        | 1952 год—2022 год                    |      |
| Флаг Австралии      | Австралия                          | Генерал-губернатор | Уильям Сидни                        | 1961 год—1965 год                    |      |
| Флаг Австралии      | Австралия                          | Премьер-министр    | Роберт Мензис                       | 1939 год—1941 год, 1949 год—1966 год |      |
| Флаг Новой Зеландии | Новая Зеландия                     | Королева           | Елизавета II                        | 1952 год—2022 год                    |      |
| Флаг Новой Зеландии | Новая Зеландия                     | Генерал-губернатор | Бернард Фергюссон                   | 1962 год—1967 год                    |      |
| Флаг Новой Зеландии | Новая Зеландия                     | Премьер-министр    | Кит Холиок                          | 1957 год, 1960 год—1972 год          |      |
| Флаг Самоа          | Западное Самоа                     | О ле Ао О ле Мало  | Малиетоа Танумафили II Сусуга       | 1962 год—2007 год                    |      |
| Флаг Самоа          | Западное Самоа                     | Премьер            | Фиаме Матаʻафа Фаумуина Мулинуʻу II | 1962 год—1970 год, 1973 год—1975 год |      |
| Флаг Тонги          | Тонга (протекторат Великобритании) | Королева           | Салоте Тупоу III                    | 1918 год—1965 год                    |      |
| Флаг Тонги          | Тонга (протекторат Великобритании) | Премьер            | Тауфа’ахау Тупоулахи                | 1949 год—1965 год                    |      |

## Северная и Центральная Америка
| Флаг                          | Страна                    | Должность          | Имя                                      | Начало и конец срока                            | Фото |
| ----------------------------- | ------------------------- | ------------------ | ---------------------------------------- | ----------------------------------------------- | ---- |
|                               | Гаити                     | Президент          | Франсуа Дювалье                          | 1957 год—1971 год                               |      |
| Флаг Гватемалы                | Гватемала                 | Президент          | Энрике Перальта Асурдия                  | 1963 год—1966 год                               |      |
| Флаг Гондураса                | Гондурас                  | Президент          | Освальдо Лопес Арельяно                  | 1963 год—1971 год, 1972 год—1975 год            |      |
| Флаг Доминиканской Республики | Доминиканская Республика  | Президент          | Дональд Рейд Кабраль                     | 1963 год—1965 год                               |      |
|                               | Канада                    | Королева           | Елизавета II                             | 1952 год—2022 год                               |      |
| Генерал-губернатор            | Канада                    | Жорж Ванье         | 1959 год—1967 год                        |                                                 |      |
| Премьер-министр               | Канада                    | Лестер Пирсон      | 1963 год—1968 год                        |                                                 |      |
|                               | Коста-Рика                | Президент          | Франсиско Орлич Больмарсич               | 1962 год—1966 год                               |      |
|                               | Куба                      | Президент          | Освальд Дортикос Торрадо                 | 1959 год—1976 год                               |      |
| Премьер-министр               | Куба                      | Фидель Кастро      | 1959 год—2008 год                        |                                                 |      |
|                               | Мексика                   | Президент          | Адольфо Лопес Матеос Густаво Диас Ордас  | 1958 год—1964 год 1964 год—1970 год             |      |
|                               | Никарагуа                 | Президент          | Рене Шик Гутьеррес                       | 1963 год—1966 год                               |      |
|                               | Панама                    | Президент          | Роберто Чиари Ремон Марко Аурелио Роблес | (1949 год, 1960 год—1964 год) 1964 год—1968 год |      |
| Флаг Сальвадора               | Сальвадор                 | Президент          | Хулио Ривера Карбальо                    | 1962 год—1967 год                               |      |
| Флаг США                      | Соединённые Штаты Америки | Президент          | Линдон Джонсон                           | 1963 год—1969 год                               |      |
| Флаг Тринидада и Тобаго       | Тринидад и Тобаго         | Королева           | Елизавета II                             | 1962 год — 1976 год                             |      |
| Флаг Тринидада и Тобаго       | Тринидад и Тобаго         | Генерал-губернатор | Соломон Хочой                            | 1962 год—1972 год                               |      |
| Флаг Тринидада и Тобаго       | Тринидад и Тобаго         | Премьер-министр    | Эрик Уильямс                             | 1962 год—1981 год                               |      |
| Флаг Ямайки                   | Ямайка                    | Королева           | Елизавета II                             | 1962 год—2022 год                               |      |
| Флаг Ямайки                   | Ямайка                    | Генерал-губернатор | Клиффорд Кэмпбеллд                       | 1962 год—1973 год                               |      |
| Флаг Ямайки                   | Ямайка                    | Премьер-министр    | Александр Бустаманте                     | 1962 год—1967 год                               |      |

## Южная Америка
| Флаг           | Страна    | Должность                                         | Имя                                                         | Начало и конец срока                                      | Фото |
| -------------- | --------- | ------------------------------------------------- | ----------------------------------------------------------- | --------------------------------------------------------- | ---- |
| Флаг Аргентины | Аргентина | Президент                                         | Артуро Умберто Ильиа                                        | 1963 год—1966 год                                         |      |
| Флаг Боливии   | Боливия   | Президент                                         | Виктор Пас Эстенссоро                                       | (1952 год—1956 год, 1960 год—1964 год, 1985 год—1989 год) |      |
| Флаг Боливии   | Боливия   | Сопредседатели Военной правительственной хунты    | Рене Баррьентос Ортуньо Альфредо Овандо Кандиао             | 1964 год—1966 год                                         |      |
|                | Бразилия  | Президент                                         | Жуан Гуларт Паскуал Мадзилли (и. о.) Умберту Кастелу Бранку | 1961 год—1964 год (1961 год, 1964 год) 1964 год—1967 год  |      |
|                | Венесуэла | Президент                                         | Ромуло Бетанкур Рауль Леони                                 | (1945 год—1948 год, 1959 год—1964 год) 1964 год—1969 год  |      |
| Флаг Колумбии  | Колумбия  | Президент                                         | Гильермо Леон Валенсия                                      | 1962 год—1966 год                                         |      |
|                | Парагвай  | Президент                                         | Альфредо Стресснер                                          | 1954 год—1989 год                                         |      |
| Флаг Перу      | Перу      | Президент                                         | Фернандо Белаунде Терри                                     | 1963 год—1968 год, 1980 год—1985 год                      |      |
| Флаг Перу      | Перу      | Председатель Совета министров                     | Фернандо Швальб                                             | 1963 год—1965 год                                         |      |
| Флаг Уругвая   | Уругвай   | Президент Национального правительственного совета | Даниэль Фернандес Креспо Луис Джаннаттасио                  | 1963 год—1964 год 1964 год—1965 год                       |      |
| Флаг Чили      | Чили      | Президент                                         | Хорхе Алессандри Родригес Эдуардо Фрей Монтальва            | 1958 год—1964 год 1964 год—1970 год                       |      |
| Флаг Эквадора  | Эквадор   | Президент                                         | Рамон Кастро Хихон                                          | 1963 год—1966 год                                         |      |

## Комментарии
1. ↑  Смещён ходе военного переворота, осуществлённого вечером 29 января 1964 года 1-м армейским корпусом, 5-й и 7-й дивизиями южновьетнамской армии. Помещён под домашний арест.
2. ↑  В результате компромисса между внутриармейскими группировками освобождён и назначен главой государства. Смещён в ходе переворота 16 августа.
3. ↑  Военный, генерал-майор, командующий 1-м корпусом. Начал военную карьеру в армии Франции, обучался в США. Сыграл решающую роль в подавлении попытки переворота 1960 года, участник переворота 1963 года. Возглавил новый военный переворот, но в результате компромисса между внутриармейскими группировками, разделил власть с Зыонг Ван Минем.
4. ↑  Сместил Зыонг Ван Миня, ввёл новую Конституцию и упразднил пост премьер-министра. 25 августа 1964 года под давлением оппозиционного командования армии его решения были отменены. С 27 августа член Национального военного совета.
5. ↑  Избран 24 октября Высшим национальным советом. Оставлен на посту после переворота 20 декабря 1964 года. Фактически власть перешла к Совету вооруженных сил во главе с Нгуен Кханем.
6. ↑  Смещён в ходе переворота.
7. ↑  В результате компромисса между внутриармейскими группировками уступил пост главы государства Зыонг Ван Миню, но возглавил правительство, оставшись реальным правителем страны. 7 августа ввёл чрезвычайное положение. 16 августа осуществил очередной переворот и упразднил пост премьер-министра, но остался главой правительства.
8. ↑  Исполнял обязанности главы правительства. Экономический советник Нгуен Кханя, 16 лет прожил в США.
9. ↑  Преподаватель, бывший мэр Сайгона. Оставлен на посту после переворота 20 декабря 1964 года.
10. ↑  В мае 1964 года после возвращения из Кашмира перенёс инсульт. Скоропостижно скончался от сердечного приступа 27 мая 1964 года в Дели в возрасте 74 лет. Был кремирован 28 мая, его прах был развеян над священной рекой Джамной.
11. ↑  Министр внутренних дел. Исполнял обязанности премьер-министра после смерти Д.Неру.
12. ↑  Сподвижник Махатмы Ганди и Джавахарлала Неру, министр внутренних дел в 1961—1963 годах, один из лидеров левого крыла Индийского национального конгресса. Выдвинут на пост главы правительства партийным руководством во главе с президентом ИНК Кумарасвами Камараджем в противовес лидеру правого крыла партии Морарджи Десаи.
13. ↑  Смещён с престола, отрёкся в пользу своего сводного брата Фейсала. Скончался в 1969 году в Греции.
14. ↑  Избран на выборах 15 октября 1963 года. 17 декабря вступил на пост президента и Верховный совет национальной перестройки был распущен.
15. ↑  Ушёл в отставку по состоянию здоровья. Скончался от рака в августе 1965 года.
16. ↑  Пост восстановлен 25 января 1964 года после проведения парламентскимх выборов.
17. ↑  Премьер-министр протектората Северная Родезия с 21 января до получения независимости.
18. ↑  Свергнут в ходе революции 12 января 1963 года. Остался в эмиграции в Лондоне.
19. ↑  Назначен президентом Народной Республики Занзибара и Пембы революционным советом, пришедшим к власти в результате революции 12 января 1963 года. Три месяца спустя новая республика объединилась с Танганьикой в новое федеративное государство — Объединённую Республику Танзанию, сохранив при этом широкую автономию, и Абейд Каруме стал президентом автономии Занзибар.
20. ↑  Пост премьер-министра упразднён 12 декабря 1964 года.
21. ↑  Военный, маршал. Свергнут в ходе Октябрьской революции, 15 ноября 1964 года объявил о своей отставке с поста главы государства. Отошёл от политики, скончался в 1983 году.
22. ↑  28 апреля 1964 года погиб в авиакатастрофе.
23. ↑  Приемный брат и сподвижник Милтона Маргаи. Занял пост премьер-министра после его гибели
24. ↑  Скончался 20 апреля 1964 года.
25. ↑  Ушёл в отставку после поражения Консервативной партии на парламентских выборах 15 октября 1964 года. В 1965 году перестал быть лидером партии. В 1970—1974 годах министр иностранных дел, затем член Палаты лордов. Скончался в 1995 году в Шотландии.
26. ↑  Лидер Лейбористской партии с 1963 года. Преподаватель экономической истории в Оксфордском университете, депутат с 1945 года. Занимал министерские посты.
27. ↑  Скончался от лейкемии 21 сентября 1964 года в Берлине в возрасте 70 лет.
28. ↑  Министр национальной обороны, заместитель главы правительства, генерал армии. С ноября 1960 года замещал заболевшего Отто Гротеволя, уехавшего в Вандлиц. Исполнял обязанности председателя Совета министров с 21 сентября 1964 года.
29. ↑  Скончался от рака желудка 6 марта 1964 года в Афинах в возрасте 62 лет.
30. ↑  Отреклась от престола 12 ноября 1964 года. Скончалась в 1985 году.
31. ↑  Старший сын герцогини Шарлотты, наследник престола с 1939 года. Участник Второй мировой войны, полковник. С 1945 года генерал-инспектор армии, с апреля 1961 года — наместник герцогства.
32. ↑  Скончался 7 августа 1964 года в Варшаве в возрасте 64 лет.
33. ↑  С 7 по 12 августа возглавлял временную комиссию, в которую также входили Станислав Кульчинский, Оскар Ричард Ланге и Болеслав Подедворный.
34. ↑  Адвокат и коммерсант, специализировался на поставках для армии и полиции. Председатель Триумвирата.
35. ↑  Переизбран на второй срок на выборах 31 мая 1964 года, бойкотированных оппозицией, и 6 августа принёс присягу. Срок полномочий — 4 года, до 6 августа 1968 года. Свергнут военными после многодневных народных волнений и 4 ноября 1964 года вылетел в Перу.
36. ↑  Свергнут в результате военного переворота, начавшегося 31 марта 1964 года. Бежал в Уругвай, скончался в Аргентине в 1976 году. Срок президентских полномочий истекал 31 января 1966 года.
37. ↑  Председатель палаты депутатов, исполнял обязанности главы государства до избрания нового президента.
38. ↑  Военный, маршал, начальник Генерального штаба армии. Сделал карьеру в бразильской армии, участник боевых действий Второй мировой войны в Италии. Избран парламентом 11 апреля 1964 года на период до окончания срока президентских полномочий Ж.Гуларта в 1966 году. 22 июля 1964 года Конгресс продлил президентские полномочия Кастелу Бранку до 15 марта 1967 года.
39. ↑  Истёк шестилетний срок полномочий. Проиграл президентские выборы 1970 года, после переворота 1973 года — член Государственного совета. Скончался в 1986 году.
40. ↑  Кандидат от Христианско-демократической партии. Победил на президентских выборах 4 сентября 1964 года кандидата Фронта народного действия Сальвадора Альенде.